# Scudetto (araldica)
Scudetto è un termine utilizzato in araldica per indicare una pezza foggiata a piccolo scudo d'armi, posta nell'arma come qualsiasi altra figura.
Viene considerato pezza onorevole quando è solo nello scudo, di cui occupa la terza parte, e allora dicesi scudetto in cuore (o in abisso).
Spesso compare attraversante sull'inquartato o sulla partizione e in questo caso, generalmente, porta l'arma primitiva della famiglia.

Scudetto in cuore
D'azzurro, allo scudetto in cuore d'argento (Ramburelles, Francia)
Scudetti posti in banda
Scudetti posti in banda nella rappresentazione monocromatica
Scudetti posti in capo
Inquartato, lo scudetto è posto sul tutto
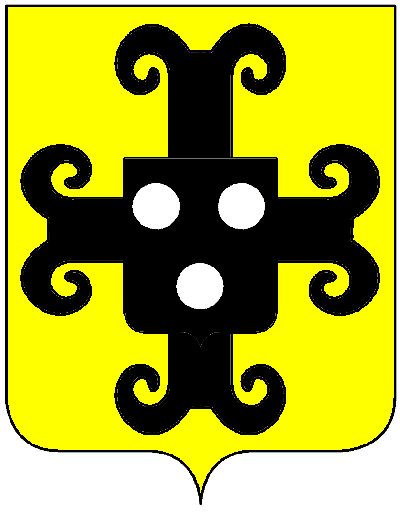
Scudetto di nero
Quattro scudetti d'azzurro nello stemma di Funchal
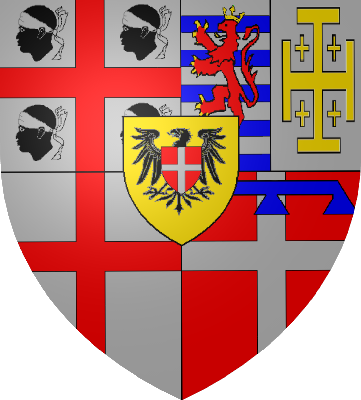
Sul tutto d'oro, all'aquila di nero (arma primitiva di casa Savoia) caricato dallo scudetto di Savoia
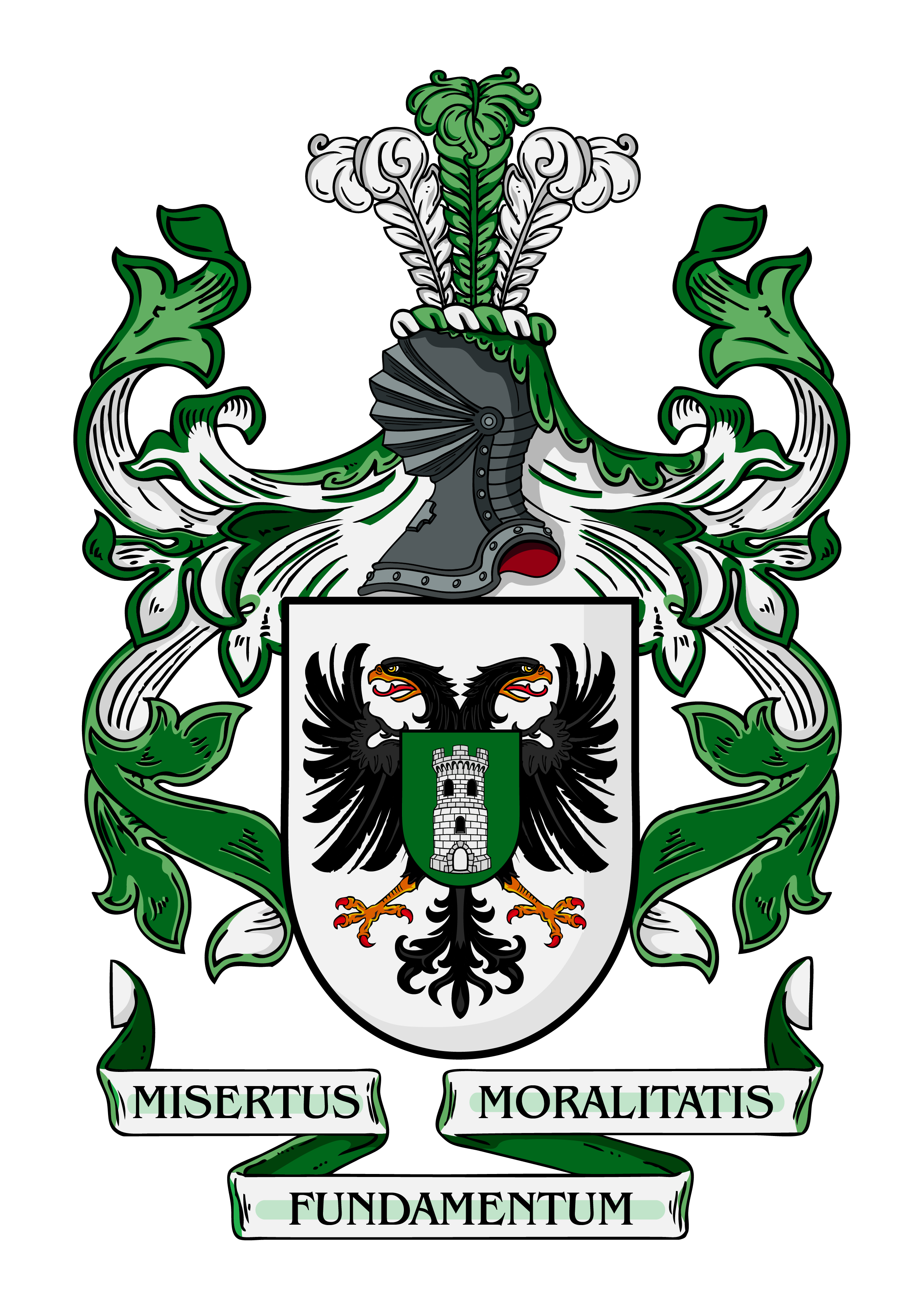
D'argento all'aquila bicipite di nero, rostrata, membrata ed armata d'oro, linguata di rosso e caricata in cuore di uno scudetto di verde, alla torre, d’argento, finestrata 2 e 1, di nero